# Слубиця-Весь
Слубиця-Весь (пол. Słubica-Wieś) — село в Польщі, у гміні Жаб'я Воля Ґродзиського повіту Мазовецького воєводства.
Населення — 53 особи (2011).
У 1975—1998 роках село належало до Скерневицького воєводства.

## Демографія
Демографічна структура станом на 31 березня 2011 року:
|          | Загалом | Допрацездатний вік | Працездатний вік | Постпрацездатний вік |
| -------- | ------- | ------------------ | ---------------- | -------------------- |
| Чоловіки | 22      | 3                  | 13               | 6                    |
| Жінки    | 31      | 5                  | 18               | 8                    |
| Разом    | 53      | 8                  | 31               | 14                   |